# Ecce Cor Meum
Ecce Cor Meum ("Ecco il mio cuore" in latino) è il 19º album in studio e il quarto di musica colta di Paul McCartney, pubblicato nel 2006.

## Storia
L'album fu pubblicato il 25 settembre 2006 da EMI Classics. Prodotto e orchestrato da John Fraser, è un oratorio in quattro movimenti in latino e inglese, scritto per orchestra e coro giovane e adulto.
Il titolo venne ispirato dalle parole incise sotto la statua di Gesù Cristo situata nella chiesa di Sant'Ignazio a New York. Il riferimento nel contesto della Chiesa si riferisce al Sacro Cuore di Gesù, tuttavia McCartney ha adottato liberamente il testo per l'uso nella sua composizione. Ecce Cor Meum è diventato anche il motto di Sir Paul McCartney.
Ecce Cor Meum richiese più di otto anni di lavoro, e le sue origini seguono la tradizione di compositori commissionati a scrivere musica per il Magdalene College di Oxford. Sir Paul fu invitato da Anthony Smith, presidente del College dal 1998 al 2005, a comporre un brano per inaugurare la nuova sala dei concerti del collegio.
La composizione ritardò molto a causa della morte della moglie di McCartney, Linda, e non fu pronta per l'inaugurazione, celebrata dalla prima del film Prometheus di Tony Harrison. Fortunatamente, il progetto non fu cancellato: sostenuto dal futuro presidente della Oxford University Music Society, il lavoro fu ultimato e finalmente eseguito nel novembre 2001, nel Sheldonian Theatre di Oxford.
Originalmente il brano fu presentato nel 2001 con l'intero coro del Magdalen College condotto da Grayston Ives, nel Sheldonian Theatre, ma Paul McCartney espresse la speranza «che il suo pezzo avesse portato alto il nome del Magdalen in tutto il mondo, per rendere consapevole di quanto nobile sia questa istituzione».
Il pezzo fu riprodotto in seguito con l'esecuzione da parte del soprano Kate Royal, i ragazzi del Magdalene College, del King's College di Cambridge e con la Academy of St Martin in the Fields condotta da Gavin Greenway.
La prima americana avvenne il 14 novembre 2006, tutta esaurita, presso la Carniege Hall a New York. Scritto per coro e orchestra, l'orchestra di St. Luke sotto la direzione di Gavin Greenway, si unì con la Concert Chorale di New York e l'American Boychoir, con il soprano Kate Royal e Andrew Staple come solisti. Il concerto fu trasmesso in diretta per radio.
La prima canadese ebbe luogo il 27 ottobre del 2007 presso la Metropolitan United Church a Londra, nell'Ontario. La direzione fu di Rober Cooper di Toronto, ed eseguita insieme all' Orpheus Choir of Toronto, Chorus Niagara, London Pro Musica e l'Amabile Treble Choir and Orchestra.
La prima italiana ebbe luogo il 24 aprile 2024 presso il Teatro Comunale di Ferrara, con la direzione del Maestro Lorenzo Bizzarri, l'Orchestra Città di Ferrara, la Corale Quadriclavio di Bologna, il coro di voci bianche Piccoli Musici di Bergamo e la soprano solista Melissa Purnell.
Il 3 maggio del 2007, alla Royal Albert Hall a Paul McCartney fu assegnato il Best Album Award del Classical Brits per Ecce Cor Meum, in parte ispirato da sua moglie Linda. Ecce Cor Meum dovette lottare contro artisti famosi come Katherine Jenkins, Alfie Boe e Sting. L'album raggiunse il 2º posto nella classifica degli album di musica classica negli Stati Uniti.

## Tracce
Tutti i pezzi sono opera di Paul McCartney.
1. Spiritus – 12:00
2. Gratia – 10:50
3. Interlude (Lament) – 3:56
4. Musica – 15:14
5. Ecce Cor Meum – 14:50